# Bäcklund-Transformation
Bäcklund-Transformationen (im Englischen auch Baecklund oder Backlund geschrieben) sind Transformationen der abhängigen und unabhängigen Variablen in nichtlinearen Differentialgleichungen, die es ermöglichen, Lösungen einer Gleichung oder Lösungen verschiedener Gleichungen miteinander zu verbinden. Sie sind in der Theorie der Solitonen wichtig.

## Geschichte
Bäcklund-Transformationen werden nach Albert Bäcklund benannt, der sie von 1875 bis 1882 in mehreren Arbeiten in den Mathematischen Annalen behandelte, und zusätzlich manchmal nach Sophus Lie, der sie ebenfalls um 1880 in der Differentialgeometrie benutzte. Eine Zusammenfassung früherer Arbeiten gab Édouard Goursat, Jean Clairin gab Anfang des 20. Jahrhunderts eine Methode zur Erzeugung von Bäcklund-Transformationen an. Danach wurde es ruhig um die Methode, die ab den 1970er Jahren eine Renaissance in der Theorie der Solitonen („teilchenartige“ Lösungen nichtlinearer Differentialgleichungen) erlebte.
Bäcklund-Transformationen für die Sinus-Gordon-Gleichung, die schon im 19. Jahrhundert in der Differentialgeometrie (Flächen negativer Krümmung) betrachtet wurde, waren schon länger bekannt (von Bäcklund selbst), für die Korteweg-de-Vries-Gleichung gaben zuerst Hugo Wahlquist und Frank Estabrook 1973 eine solche Transformation an. Eine Ableitung mit der Methode von J. Clairin gab George Lamb, der 1967 auch Multi-Soliton-Lösungen der Sinus-Gordon-Gleichung mit Bäcklund-Transformationen gewann, wobei die Sinus-Gordon-Gleichung diesmal in der Theorie ultrakurzer Laserpulse auftrat. Die Methode lieferte (neben der Inversen Streutransformation und der direkten Methode von Ryōgo Hirota) auch Methoden zur Lösung nichtlinearer Evolutionsgleichungen, wobei sie meist auf Gleichungen in zwei unabhängigen Variablen angewandt wurde, doch sind auch Transformationen für mehr Variablen bekannt (wie für die KP-Gleichung).

## Definition
In der ursprünglichen Definition verbanden Bäcklund und Lie
- die beiden Gleichungen {\displaystyle u(x,y)}, {\displaystyle v(x_{1},y_{1})} zweier Flächen im {\displaystyle \mathbb {R} ^{3}}
- die unabhängigen Koordinaten {\displaystyle x,y} bzw. {\displaystyle x_{1},y_{1}} sowie
- die partiellen Ableitungen {\displaystyle u_{x},u_{y},v_{x_{1}},v_{y_{1}}} der beiden Flächengleichungen, wobei z. B. {\displaystyle u_{x}} die partielle Ableitung nach {\displaystyle x} andeutet,

durch vier Gleichungen bzw. Bäcklund-Transformationen:
{\displaystyle B_{j}(u,u_{x},u_{y},x,y,v,v_{x_{1}},v_{y_{1}},x_{1},y_{1})=0}, (mit {\displaystyle j=1,\dots ,4})
Die Gleichungen verbanden in damaliger Sprachweise zwei Flächenelemente: eine der beiden Flächengleichungen {\displaystyle u} oder {\displaystyle v} war bekannt, die andere suchte man.
Zusätzlich herangezogen wurde die Integrabilitätsbedingung:
{\displaystyle u_{xy}=u_{yx}}
bzw. die analoge Integrabilitätsbedingung für {\displaystyle v}.
Von Goursat und Clairin wurde dies darauf erweitert, dass auch die zweiten Ableitungen in die Relationen einfließen konnten. In modernen Anwendungen sind {\displaystyle u,v} meist Lösungen nichtlinearer partieller Differentialgleichungen (der gleichen oder verschiedener), die miteinander über Bäcklundtransformationen verbunden werden.
Eine moderne geometrische Formulierung von Bäcklund-Transformationen erfolgt über den Jet-Bündel-Formalismus, in dem Systeme partieller Differentialgleichungen als Untermannigfaltigkeiten eines Jet-Bündels betrachtet werden.

## Beispiele

### Cauchy-Riemannsche Differentialgleichungen
Ein einfacher Fall einer Bäcklund-Transformation sind die Cauchy-Riemann-Differentialgleichungen zwischen Realteil {\displaystyle u} und Imaginärteil {\displaystyle v} einer holomorphen Funktion über {\displaystyle \mathbb {C} } (die unabhängige komplexe Variable {\displaystyle z=x+iy} habe Realteil {\displaystyle x} und Imaginärteil {\displaystyle y}):
{\displaystyle u_{x}=v_{y},\quad u_{y}=-v_{x},\,}
In diesem Fall sind sie Bäcklund-Transformationen zur Laplace-Gleichung {\displaystyle u_{xx}+u_{yy}=0}, die sowohl {\displaystyle u} als auch {\displaystyle v} als Lösung hat, damit die Integrabilitätsbedingungen {\displaystyle u_{xy}=u_{yx}} (und analog für {\displaystyle v}) erfüllt sind.
Erfüllt {\displaystyle u} die Laplacegleichung, kann man umgekehrt über die Bäcklundtransformation ein {\displaystyle v} finden, dass ebenfalls die Laplacegleichung erfüllt. Der Fall ist hier sehr einfach gelagert, da die Transformationen und die zugehörige invariante Differentialgleichung linear sind.

### Sinus-Gordon-Gleichung
Die Lösung {\displaystyle u} der Sinus-Gordon-Gleichung:
{\displaystyle u_{xy}=\sin u}
kann durch eine Bäcklund-Transformation
{\displaystyle {\begin{aligned}v_{x}&=u_{x}+2a\sin {\Bigl (}{\frac {u+v}{2}}{\Bigr )}\\v_{y}&=-u_{y}+{\frac {2}{a}}\sin {\Bigl (}{\frac {v-u}{2}}{\Bigr )}\end{aligned}}}
(mit Parameter {\displaystyle a}) mit einer anderen Lösung der Sinus-Gordon-Gleichung {\displaystyle v} verknüpft werden. Da hier Lösungen derselben Gleichung miteinander verknüpft werden, spricht man von Auto-Bäcklundtransformation.

### Liouville-Gleichung
Eine Lösung {\displaystyle u} der nichtlinearen Liouville-Gleichung
{\displaystyle u_{xy}=\exp u}
kann über eine Bäcklund-Transformation von {\displaystyle u} zu {\displaystyle v}:
{\displaystyle {\begin{aligned}v_{x}&=u_{x}+2a\exp {\Bigl (}{\frac {u+v}{2}}{\Bigr )}\\v_{y}&=-u_{y}-{\frac {1}{a}}\exp {\Bigl (}{\frac {u-v}{2}}{\Bigr )}\end{aligned}}}
(mit einem Parameter {\displaystyle a}) in eine Lösung {\displaystyle v} der linearen Gleichung:
{\displaystyle v_{xy}=0}
transformiert werden und umgekehrt. Statt einer nichtlinearen Differentialgleichung muss man hier nur eine viel einfachere lineare Differentialgleichung lösen.

### Korteweg-de-Vries-Gleichung
Betrachtet wird eine Methode, mit Hilfe von Bäcklund-Transformationen neue Lösungen der Korteweg-de-Vries-Gleichung zu erhalten, wenn eine Lösung u schon bekannt ist (Auto-Bäcklund-Transformation).
Die KdV-Gleichung ist:
{\displaystyle u_{t}+6uu_{x}+u_{xxx}=0}
Gesucht wird folgendes Differentialgleichungspaar, wobei {\displaystyle u,w} Lösung der KdV-Gleichung seien.
{\displaystyle w_{x}=P(u,w,u_{x},u_{t},u_{xx})}
{\displaystyle w_{t}=Q(u,w,u_{x},u_{t},u_{xx})}
wobei die Funktionen {\displaystyle P,Q} nur von den angegebenen Variablen, nicht von den partiellen Ableitungen von {\displaystyle w} abhängen. Außerdem wird verlangt, dass
{\displaystyle w_{xt}=w_{tx}} (Integrabilitätsbedingung).
Das Finden solcher Bäcklund-Transformationen ist nicht einfach. Hier liefert die Wahl (mit einer Konstanten {\displaystyle k})
{\displaystyle P=-u_{x}-k^{2}+{(w-u)}^{2}}
{\displaystyle Q=-u_{t}+4(k^{4}+k^{2}u_{x}-k^{2}{(w-u)}^{2}+u_{x}{(w-u)}^{2}+u_{xx}(w-u))}
eine Bäcklundtransformation, denn aus der Integrabilitätsbedingung folgt, dass {\displaystyle w,u} die Gleichung:
{\displaystyle s_{t}-6s_{x}^{2}+s_{xxx}=0}
für alle {\displaystyle k} erfüllen und aus der Ableitung dieser Gleichung nach {\displaystyle x} folgt, dass {\displaystyle -2s_{x}} die KdV-Gleichung erfüllt.
Hat man nun eine Lösung, kann man damit unendlich viele weitere konstruieren. Man startet zum Beispiel mit {\displaystyle u=0} und erhält:
{\displaystyle w_{x}=-k_{0}^{2}+w^{2}}
{\displaystyle w_{t}=-4k_{0}^{2}(w^{2}-k_{0}^{2})}
Die Lösung ist {\displaystyle w=-k_{0}\tanh(k_{0}(x-4k_{0}t))=-k_{0}\tanh(\xi _{0})} (mit {\displaystyle \xi _{0}=k_{0}(x-4k_{0}t)}), die 1-Solitonenlösung der KdV-Gleichung. Setzt man diese ein, erhält man die 2-Solitonenlösung usw. Explizit (mit dem Sekans hyperbolicus {\displaystyle \operatorname {sech} }):
{\displaystyle v_{x}=k_{0}\operatorname {sech} ^{2}(\xi _{0})-k_{1}^{2}+{(v+k_{0}\tanh(\xi _{0}))}^{2}}
Führt man die Funktion {\displaystyle \phi } nach Estabrook und Wahlquist ein mit
{\displaystyle v={\frac {k_{1}^{2}-k_{0}^{2}}{\phi -v}}}
ergibt sich:
{\displaystyle \phi _{x}=-k_{1}^{2}+\phi ^{2}}
die von derselben Form ist wie die Gleichung der ersten Näherung. Hier kann man nun eine weitere Lösung {\displaystyle \phi =-k_{1}\coth(\xi _{1})} einsetzen (oben wurde sie außer Acht gelassen, da sie nicht beschränkt ist, hier wird sie aber in den Ansatz für {\displaystyle v} im Nenner eingesetzt) und man erhält die 2-Soliton-Lösung.
Robert Miura benutzte 1968 eine Bäcklund-Transformation, um die Hierarchie unendlicher vieler Konstanten der Bewegung bei der KdV-Gleichung zu erhalten. Er schuf damit auch Verbindungen von der KdV-Gleichung zur sogenannten modifizierten KdV-Gleichung {\displaystyle u_{t}-6u^{2}u_{x}+u_{xxx}=0}.